# 木曾義元
木曾 義元（きそ よしもと）は、戦国時代の武将、戦国大名。信濃国木曽谷を支配した木曾氏の当主。従五位下、伊予守。

## 経歴
木曾氏の出自は源義仲の子孫と称えた（当初は、秀郷流上野沼田氏であったとされ、義元の父の代までは「家」を通字としており、源氏風の名前である「義」を通字とするようになったのは義元の代からである。しかし、「家」の字は、木曾氏の遠祖とされる八幡太郎義家の偏諱を代々受け継いだとの見方もある）。
文明7年（1475年）、木曾家豊の子として誕生。初めに左京大夫義清と名乗り、のちに義元と名乗る。木曾氏当主として勢力拡大に努め、飛騨の姉小路氏・三木氏と抗争した。
永正元年（1504年）、飛騨国司・姉小路済継の命を受けた三木重頼配下の大熊玄蕃・白谷左馬介らが白巣峠を越えて木曾領王滝に攻め入った。義元は王滝城にて飛騨勢を迎え撃つが敗れ、居城の木曽福島城への退却中に追撃を受け負傷し、死去した（『西筑摩郡誌』）。享年30。